# Politechnika Białostocka
Politechnika Białostocka – największa uczelnia techniczna północno-wschodniej Polski, kształcąca na sześciu wydziałach. Według ogólnoświatowego rankingu szkół wyższych Webometrics Ranking of World Universities ze stycznia 2013, opracowanego przez hiszpański instytut Consejo Superior de Investigaciones Científicas uczelnia zajmuje 6. miejsce w Polsce wśród uczelni technicznych, a na świecie 1820. pośród wszystkich typów uczelni.

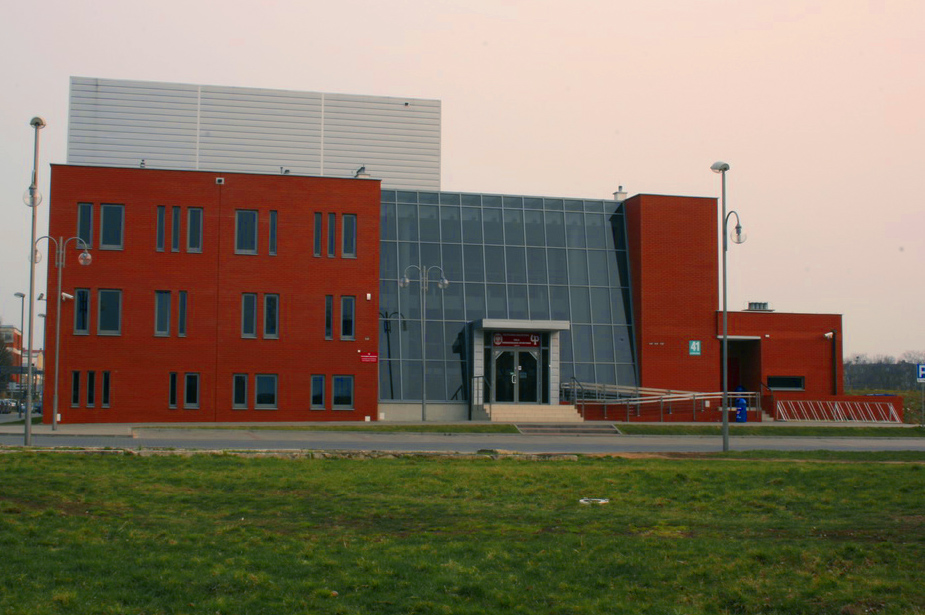
Hala widowiskowo-sportowa

## Historia
Powstała 1 grudnia 1949 jako Prywatna Wieczorowa Szkoła Inżynierska NOT w Białymstoku. W 1951 została przekształcona w państwową Wieczorową Szkołę Inżynierską. W 1964 uczelnia otrzymała zgodę Ministerstwa Szkolnictwa Wyższego na uruchomienie studiów dziennych i zaocznych oraz prowadzenie kursów magisterskich. Zmieniła nazwę na Wyższa Szkoła inżynierska.
W 1974 roku Wyższa Szkoła Inżynierska podniesiona została do rangi uczelni akademickiej, od tej pory działa już jako Politechnika Białostocka.
W 1994 roku uczelnie Białegostoku zawarły porozumienie w sprawie budowy Miejskiej Sieci Komputerowej BIAMAN, dzięki czemu Białostocczanie otrzymali swobodny dostęp do internetu. Politechnika Białostocka została jednostką wiodącą w tym przedsięwzięciu.
W 2006 roku Politechnika Białostocka zawarła umowę z Uniwersytetem Vitus Bering Denmark (University College – Vitus Bering Denmark) o realizacji programu podwójnego dyplomowania. W 2011 roku Politechnika Białostocka podpisała umowy o podwójnym dyplomowaniu z University of Beira Interior (Portugalia), Universite de Valenciennes et du Hainaut-Cambresis (Francja), High Politechnical School of Belmez, przy Uniwersytecie w Cordobie (Hiszpania).
W 2019 roku uczelnia obchodziła jubileusz siedemdziesięciolecia.

## Działalność
Uczelnia bierze udział w licznych programach krajowych i międzynarodowych m.in.: Mostech, COST – Europejski Program Współpracy w Dziedzinie Badań Naukowo-Technicznych, Partnerski Program Badań Naukowych im. Huberta Curiena POLONIUM, Jean Monnet, Erasmus+, Leonardo, 6 i 7 Program Ramowy UE oraz programach badawczych.
Współpracuje ośrodkami krajowymi oraz z ponad 90 ośrodkami z 26 krajów Europy, Ameryki i Azji. Realizuje granty zlecone przez Komitet Badań Naukowych, prowadzi prace w ramach działalności statutowej oraz prace w ramach badań własnych, pozyskując środki finansowe z Unii Europejskiej i innych źródeł na badania, rozwój i inwestycje.
Na uczelni działa samorząd studencki, ponad 30 studenckich kół naukowych, Akademicki Związek Sportowy, organizacje i agendy studenckie.
- organizacje studenckie:
  - Aiesec Polska, Komitet Lokalny Białystok
  - Erasmus Student Network Politechnika Białostocka
  - Europejskie Forum Studentów AEGGE – Białystok
  - Samorząd Studentów Politechniki Białostockiej
- agendy studenckie:
  - Chór Politechniki Białostockiej
  - Klub Tańca Towarzyskiego „Feniks”
  - Klub Wysokogórski „Grań”
  - Sekcja Jeździecka Politechniki Białostockiej
  - Studencka Agencja Fotograficzna
  - Studencki Klub Krótkofalowców SP4YPB
  - Studenckie Koło Naukowe Orthos[11]
  - Koło Naukowe BioInvention[12]

Uczelnia jest właścicielem akademickiej rozgłośni radiowej „Akadera”, wydaje pismo „Życie Politechniki Białostockiej”.

## Poczet rektorów
- Wieczorowa Szkoła Inżynierska
  - 1949–1956 – mgr inż. Karol Białkowski
  - 1956–1964 – mgr inż. Marian Poniatowski
- Wyższa Szkoła Inżynierska
  - 1964–1967 – doc. dr inż. Marian Poniatowski
  - 1967–1971 – doc. dr inż. Włodzimierz Chomczyk
  - 1971–1974 – doc. dr inż. Tadeusz Bełdowski
- Politechnika Białostocka
  - 1974–1981 – prof. dr hab. inż. Tadeusz Bełdowski
  - 1981–1984 – doc. dr hab. inż. Jerzy Niebrzydowski
  - 1984–1987 – prof. dr hab. inż. Mieczysław Banach
  - 1987–1988 – prof. dr hab. inż. Mieczysław Banach
  - 1988–1990 – prof. dr hab. inż. Kazimierz Pieńkowski
  - 1990–1993 – prof. dr hab. inż. Kazimierz Pieńkowski
  - 1993–1996 – dr hab. inż. Tadeusz Citko, prof. PB
  - 1996–1999 – prof. dr hab. inż. Tadeusz Citko
  - 1999–2002 – dr hab. inż. Michał Bołtryk, prof. PB
  - 2002–2005 – prof. dr hab. inż. Michał Bołtryk
  - 2005–2008 – prof. dr hab. inż. Joanicjusz Nazarko
  - 2008–2012 – prof. dr hab. inż. Tadeusz Citko
  - 2012–2016 – prof. dr hab. inż. Lech Dzienis
  - 2016–2020 – prof. dr hab. inż. Lech Dzienis
  - od 2020 – dr. hab. inż. Marta Kosior-Kazberuk, prof. PB

## Władze Politechniki Białostockiej
Kadencja 2024–2028:
- Rektor – dr hab. inż. Marta Kosior-Kazberuk, prof. PB
- Prorektor ds. rozwoju – dr hab. inż. Mirosław Świercz, prof. PB
- Prorektor ds. nauki – prof. dr hab. inż. Marek Krętowski
- Prorektor ds. kształcenia – dr hab. inż. Katarzyna Halicka, prof. PB
- Prorektor ds. współpracy międzynarodowej – dr hab. inż. Dorota Anna Krawczyk, prof. PB
- Prorektor ds. studenckich – dr hab. inż. Jacek Mariusz Żmojda, prof. PB

## Absolwenci
W roku akademickim 2013/14 na wszystkich kierunkach studiów kształciło się ponad 13 tysięcy studentów. W roku 2016/17 liczba studentów wyniosła 10 544.
Absolwentem uczelni jest sportowiec Wojciech Nowicki, lekkoatleta i mistrz olimpijski w rzucie młotem z Tokio (2020).

## Wydziały i kierunki studiów

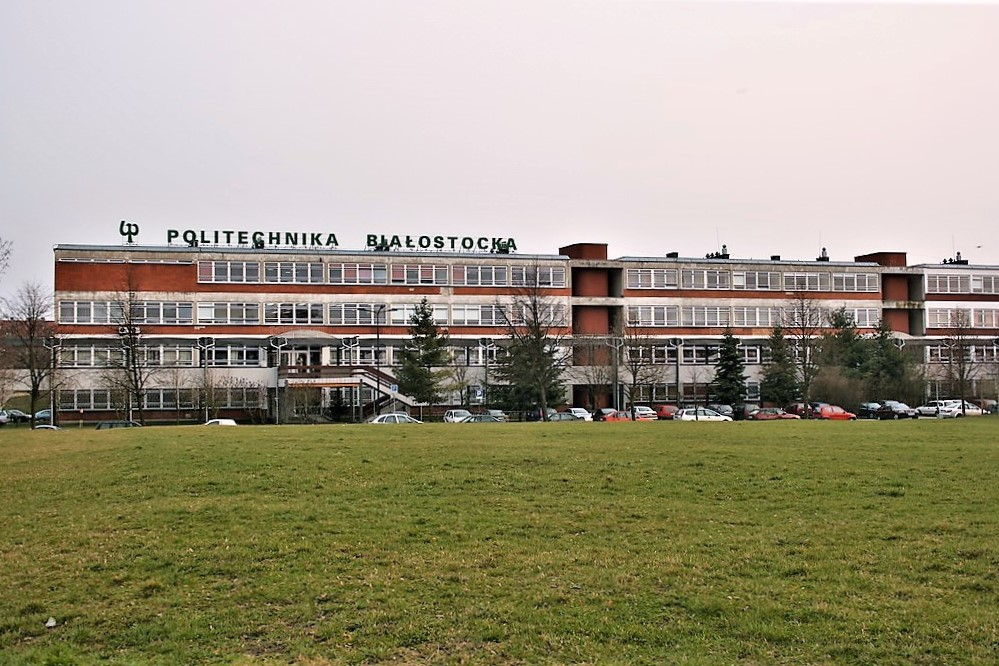
Wydział Informatyki Politechniki Białostockiej

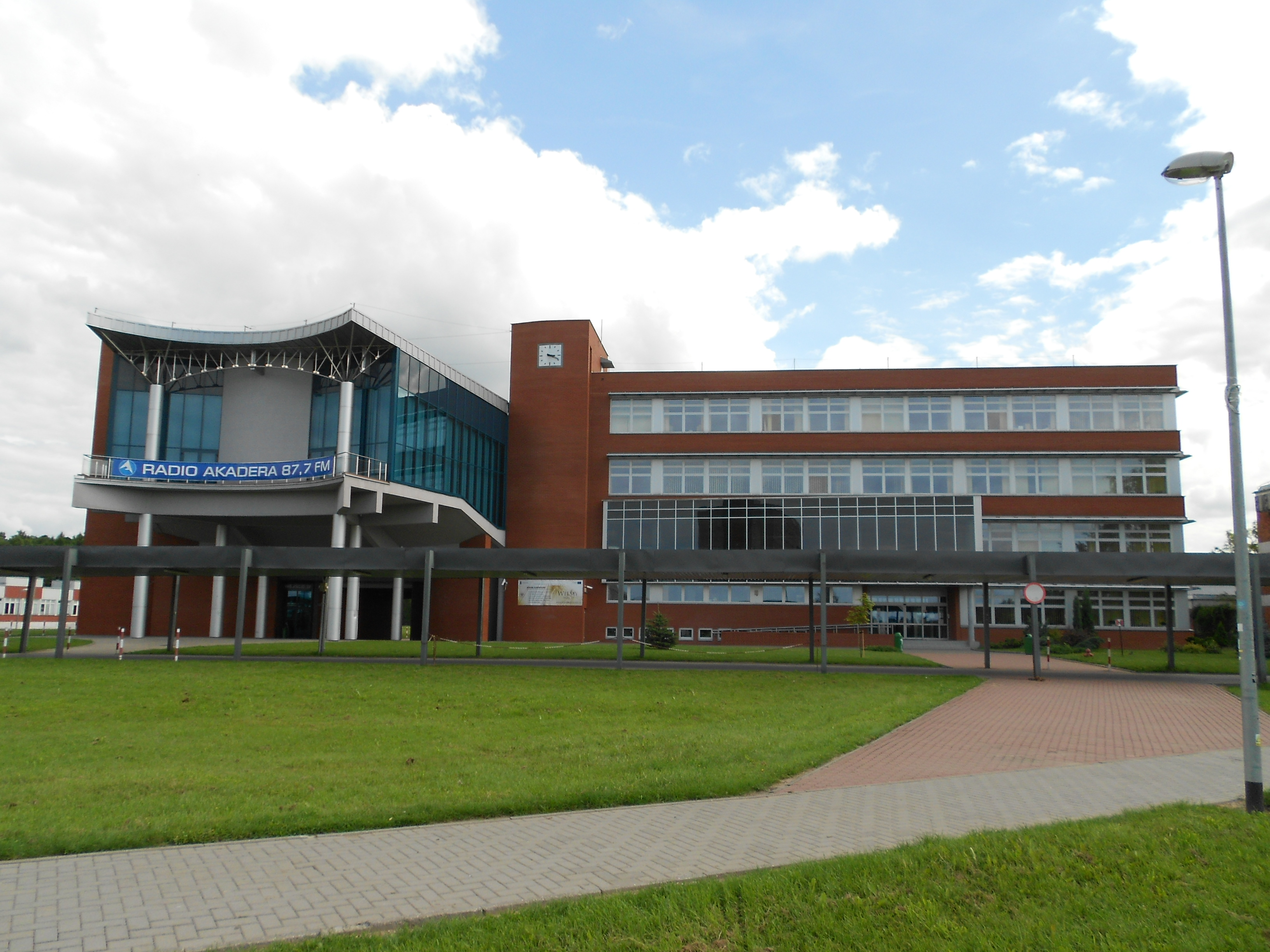
Wydział Elektryczny

### Wydział Architektury
- architektura – studia I i II stopnia
- architektura wnętrz – studia I i II stopnia
- grafika – studia I stopnia

### Wydział Budownictwa i Nauk o Środowisku
- architektura krajobrazu – studia I i II stopnia
- BIM – modelowanie i zarządzanie informacją o budynku – studia II stopnia
- biotechnologia – studia I stopnia
- budownictwo – studia I i II stopnia
- energetyka cieplna – studia I stopnia
- gospodarka przestrzenna – studia I i II stopnia
- inżynieria środowiska – studia I i II stopnia
- inżynieria rolno-spożywcza i leśna – studia I stopnia
- leśnictwo – studia I i II stopnia

### Wydział Elektryczny
- ekoenergetyka – studia I stopnia
- elektronika i telekomunikacja – studia I i II stopnia
- elektrotechnika – studia I i II stopnia
- elektrotechnika – studia dualne – I stopnia

### Wydział Informatyki
- informatyka – studia I i II stopnia
- informatyka i ekonometria – studia I stopnia
- matematyka stosowana – studia I i II stopnia

### Wydział Mechaniczny
- automatyka i robotyka – studia I i II stopnia
- inżynieria biomedyczna – studia I i II stopnia
- mechatronika – studia I i II stopnia
- mechanika i budowa maszyn – studia I i II stopnia
- mechatronic systems and materials – studia I stopnia

### Wydział Inżynierii Zarządzania
- logistyka – studia I i II stopnia
- turystyka i rekreacja – studia I stopnia
- zarządzanie – studia I i II stopnia
- zarządzanie i inżynieria produkcji – studia I i II stopnia
- zarządzanie i inżynieria usług – studia I stopnia

## Uprawnienia do nadawania stopni naukowych
- dziedzina nauk inżynieryjno-technicznych:
  - architektura i urbanistyka (dr i dr hab.),
  - automatyka, elektronika, elektrotechnika i nauki kosmiczne (dr i dr hab.),
  - informatyka techniczna i telekomunikacja (dr i dr hab.),
  - inżynieria biomedyczna (dr i dr hab.),
  - inżynieria lądowa, geodezja i transport (dr i dr hab.),
  - inżynieria mechaniczna (dr i dr hab.),
  - inżynieria środowiska, górnictwo i energetyka (dr i dr hab.),
- dziedzina nauk społecznych:
  - nauki o zarządzaniu i jakości (dr i dr hab),

- dziedzina nauk rolniczych:
  - nauki leśne (dr i dr hab),

- dziedzina sztuki:
  - sztuki plastyczne i konserwacja dzieł sztuki (dr i dr hab).

## Obiekty Politechniki Białostockiej

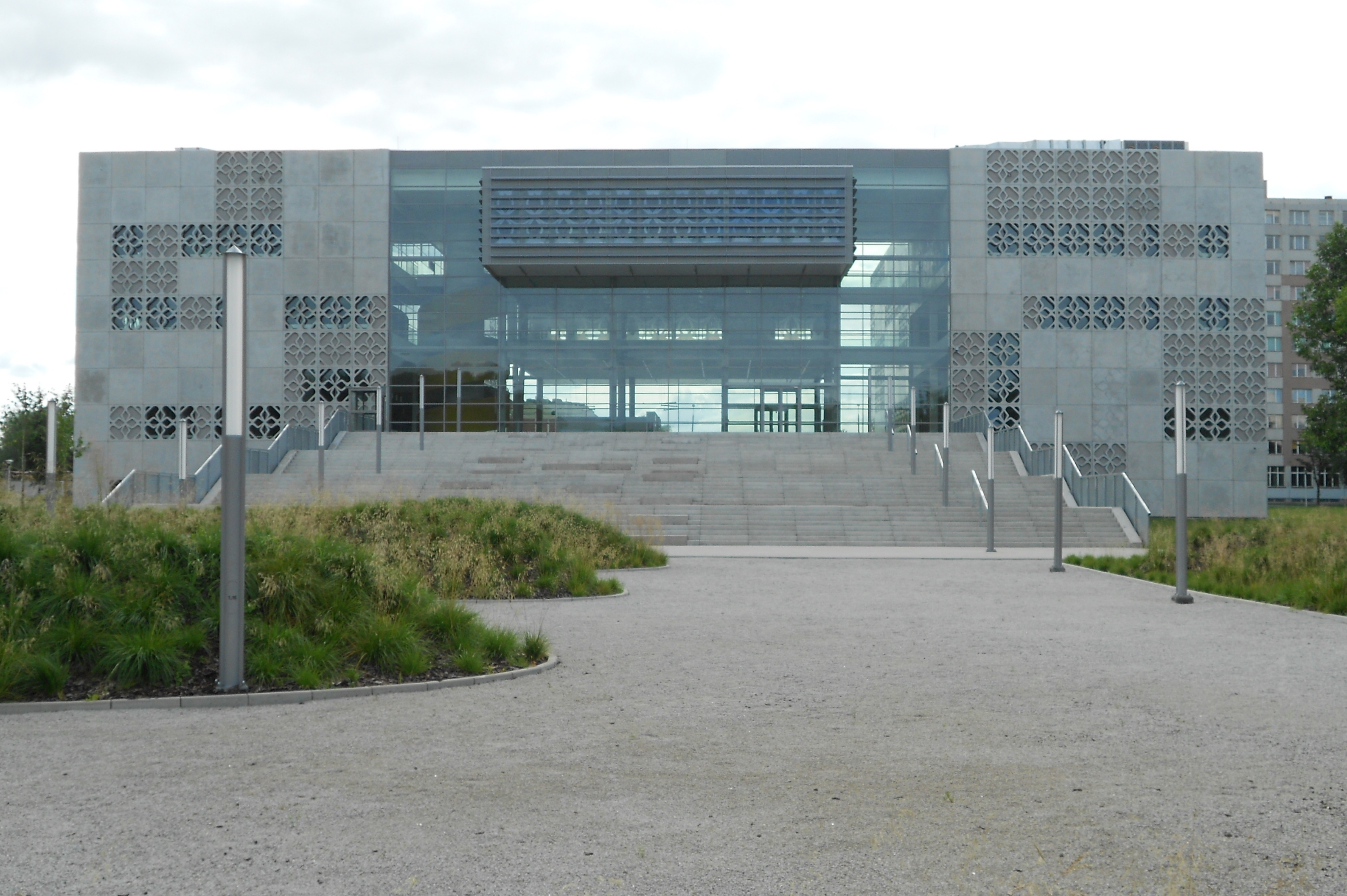
Centrum Nowoczesnego Kształcenia

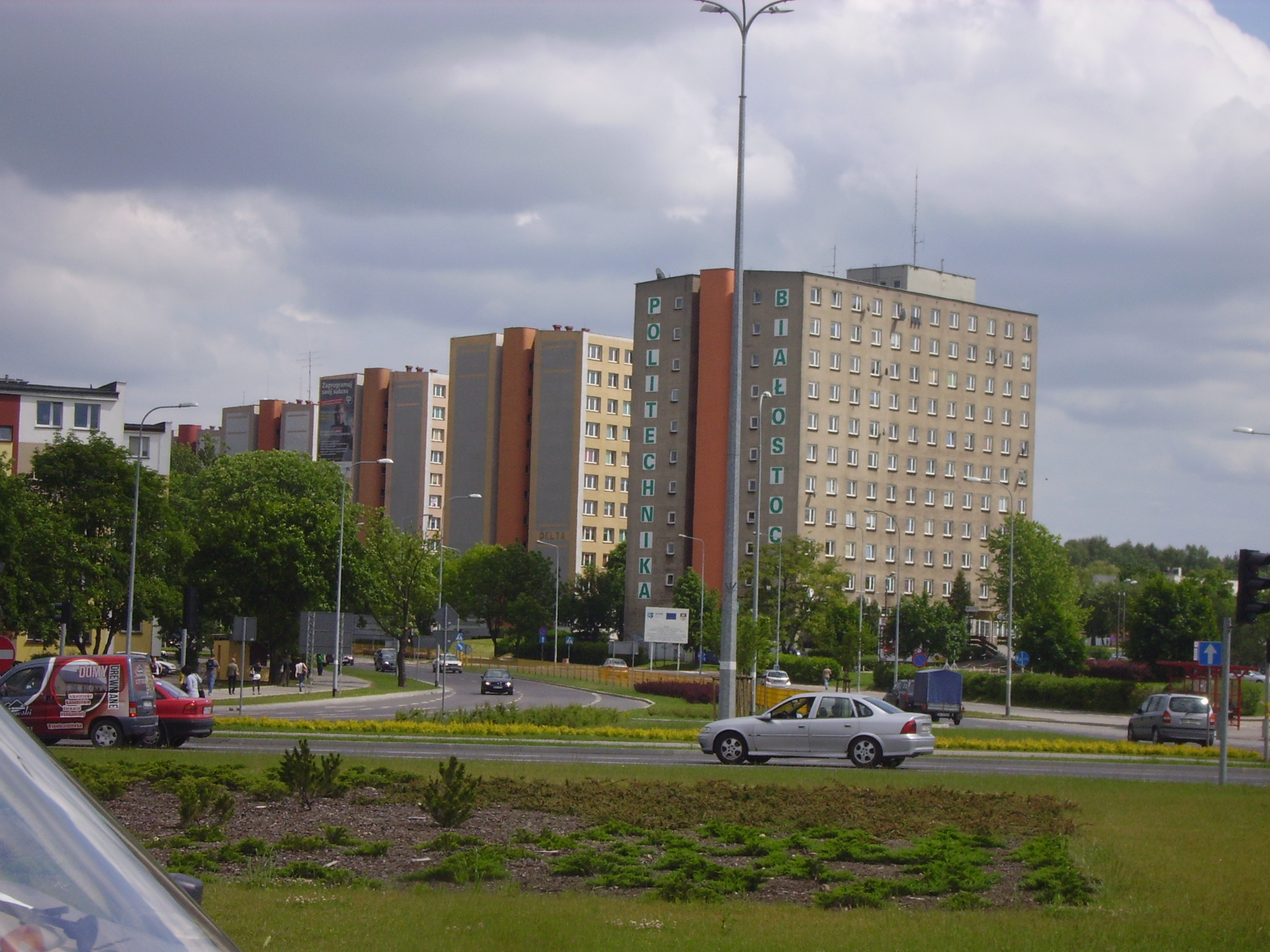
Domy Studenta Politechniki Białostockiej przy ul. Zwierzynieckiej 4, 6 (DS4-Delta), 8 (DS3-Gamma), 12 (DS2-Beta) i 14 (DS1-Alfa)

Większość wydziałów uczelni wraz z Aulą Dużą Politechniki, Hotelem Asystenta, 4 hotelami studenckimi i studenckim klubem Gwint oraz radiem „Akadera” mieści się na terenie kampusu przy ul. Wiejskiej 45. W kampusie politechniki znajduje się nowoczesną baza sportowa – Akademickim Centrum Sportu z salami do gier zespołowych, siłowniami, salą sportów walki, salą tenisa stołowego i salą aerobiku, oraz kompleksem kortów tenisowych i boiskami do piłki nożnej.
W roku 2012 uruchomiono Centrum Nowoczesnego Kształcenia Politechniki Białostockiej, które mieści Centrum Kształcenia Zdalnego, Naukowe Centrum Badawczo-Rozwojowe, Bibliotekę Główną, Studium Języków Obcych oraz wiele nowoczesnych laboratoriów.
Obecnie trwają pracę nad realizacją projektu „INNO – EKO – TECH” innowacyjnego centrum dydaktyczno – badawczego alternatywnych źródeł energii, budownictwa energooszczędnego i ochrony środowiska.
Poza kampusem znajdują się: Wydział Architektury (ul. Sosnowskiego), Wydział Zarządzania (Kleosin, ul. o. Tarasiuka) oraz Zamiejscowy Wydział Leśny w Hajnówce (Hajnówka, ul. Piłsudskiego).
Politechnika dysponuje Ośrodkiem Wypoczynkowym PB „Dwór Mejera” w Hołnach Mejera, wsi położonej nad jeziorem Hołny, w pobliżu przejścia granicznego z Litwą Ogrodniki – Lazdijai.